# Hylesia composita
Hylesia composita är en fjärilsart som beskrevs av Paul Dognin 1912. Hylesia composita ingår i släktet Hylesia och familjen påfågelsspinnare. Inga underarter finns listade i Catalogue of Life.